# Spermacoce simplicicaulis
Spermacoce simplicicaulis är en måreväxtart som först beskrevs av Karl Moritz Schumann och Dimitri Sucre Benjamin, och fick sitt nu gällande namn av Rafaël Herman Anna Govaerts. Spermacoce simplicicaulis ingår i släktet Spermacoce och familjen måreväxter. Inga underarter finns listade i Catalogue of Life.